# Nikolaj Demidov
Nikolaj Nikitij Demidov, född 9 november 1773, död 22 april 1828, var en rysk industriidkare. Han var sonson till Akinfij Demidov samt far till Pavel Nikolajevitj Demidov och Anatolij Demidov.
Demidov utmärkte sig i kriget mot turkarna 1791 och mot Napoleon I 1812. Från 1814 levde han i Florens, där han bland annat grundade ett tavelgalleri och ett hittebarnshus och där hans staty restes 1871.